# André Onana
André Onana Onana, noto semplicemente come André Onana (Nkol Ngok, 2 aprile 1996), è un calciatore camerunese, portiere del Manchester Utd e della nazionale camerunese.
Cresciuto nel settore giovanile del Barcellona, nel 2015 viene acquistato dall'Ajax, con cui debutta come professionista e vince tre campionati olandesi, due Coppe d'Olanda e una Supercoppa olandese. Nel 2022 passa all'Inter, dove conquista una Coppa Italia e una Supercoppa italiana e raggiunge la finale di UEFA Champions League. Nel 2023 viene acquistato dal Manchester Utd.
Con la nazionale camerunese,   ha partecipato a un'edizione della Confederations Cup (2017), due della Coppa d'Africa (2019 e 2021) e una del campionato mondiale (2022).

## Biografia
È cugino di Fabrice Ondoa, anch'egli portiere.

## Caratteristiche tecniche
È un portiere che si distingue per reattività ed esplosività,in varie occasioni ha dimostrato abilità nel parare anche i calci di rigore. È dotato anche di buona capacità nel giocare il pallone con i piedi, permettendo di costruire l'azione dalla propria area oppure di servire in profondità i compagni con i suoi lanci lunghi precisi.
A livello individuale, è stato premiato una volta come miglior portiere africano ed una volta come miglior giocatore camerunese (entrambe nel 2018).

## Carriera

### Club

#### Inizi e Barcellona
Onana muove i primi passi in Camerun, nella Samuel Eto'o Academy, scuola calcio dell'omonimo calciatore. Nel 2010 viene tesserato dal Barcellona, che lo inserisce nel proprio settore giovanile. Con il club catalano non riesce mai ad esordire.

#### Ajax

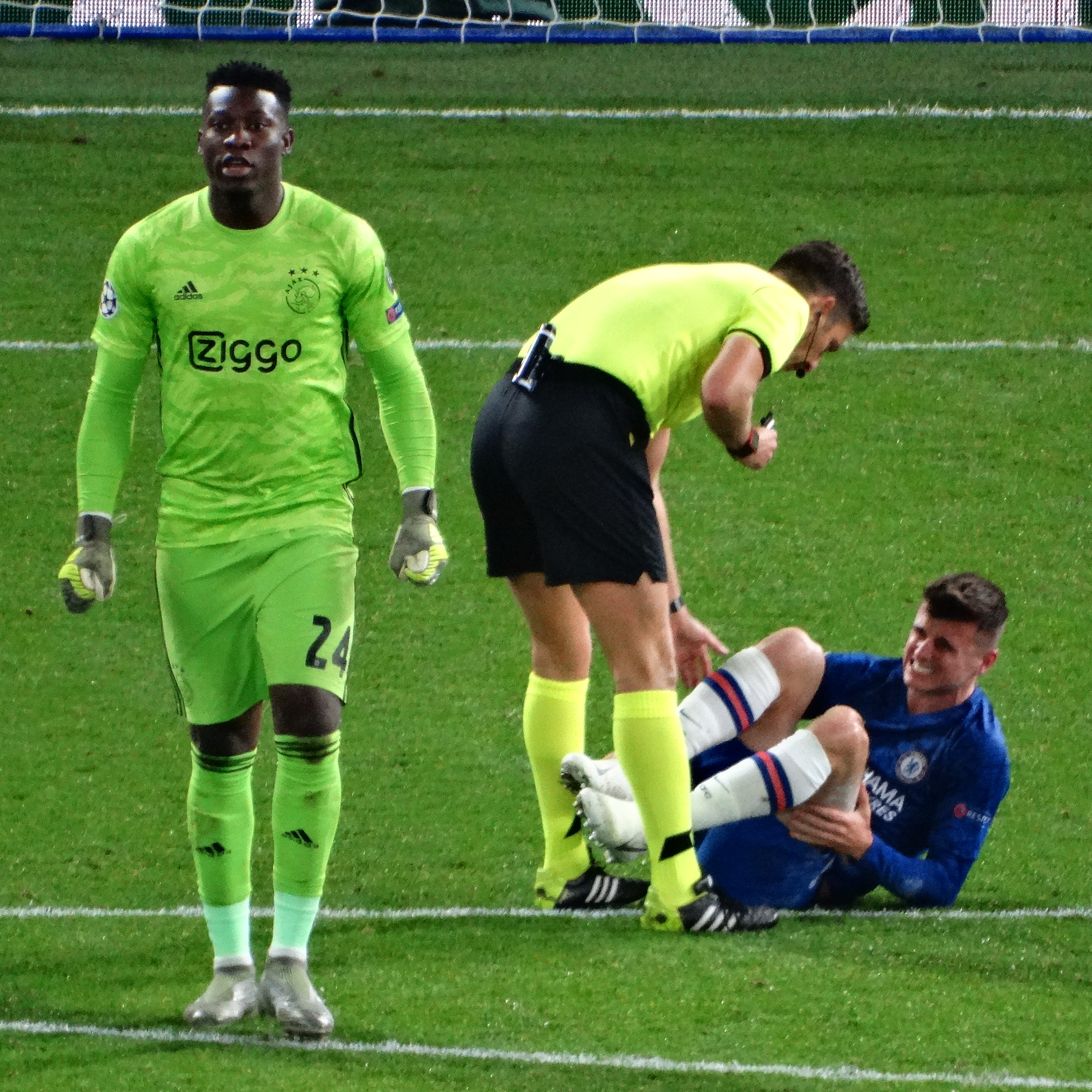
Onana durante una gara di Champions League contro il nel 2019.

Il 14 gennaio 2015 si accorda con l'Ajax, che lo aggrega alla formazione riserve, con un contratto fino al 2018; l'esborso economico effettuato dai Lancieri è stato di 150 000 euro. Debutta con lo Jong Ajax in Eerste Divisie il mese successivo.
L'esordio in prima squadra avviene il 20 agosto 2016, nella gara di Eredivisie contro il Willem II. Dopo la cessione di Jasper Cillessen al Barcellona nell'estate 2016, diventa il portiere titolare dei Lancieri. Nella stagione 2018-2019 è protagonista della vittoria in campionato e in Coppa nazionale, oltre a dare il suo contributo al raggiungimento della semifinale di Champions League. All'inizio della stagione successiva conquista la Supercoppa nazionale, vinta battendo il PSV per 2-0.
Nella stagione 2020-2021 vince un altro campionato e un'altra Coppa nazionale, pur giocando solo fino a gennaio. Il 5 febbraio 2021, infatti, viene squalificato per un anno dalla UEFA per essere risultato positivo al furosemide, a seguito di un test anti-doping effettuato il 30 ottobre 2020. Il giocatore si è giustificato sostenendo di aver assunto la sostanza proibita inconsapevolmente, prendendo per motivi di salute la furosemide (invece che un medicinale contro il mal di testa) prescritta alla moglie, all'epoca in gravidanza. La UEFA ha riconosciuto la sua buona fede, ma ha sottolineato la negligenza commessa per non essersi accertato di possibili rischi derivanti dall'assunzione del medicinale. Il 10 giugno il TAS ha ridotto la squalifica a nove mesi. Scontata la squalifica, torna in campo il 24 novembre 2021 nella gara di Champions League contro il Beşiktaş. Ritrova il posto da titolare nel mese di febbraio per l'infortunio di Remko Pasveer, prima di infortunarsi ad aprile e saltare la parte finale della stagione. Al termine della stagione decide di non rinnovare il contratto, salutando la squadra dopo sei stagioni.

#### Inter
Rimasto svincolato, il 1º luglio 2022 viene annunciato come nuovo giocatore dell'Inter. Il 7 settembre esordisce con la maglia nerazzurra nella partita di UEFA Champions League contro il Bayern Monaco, persa per 0-2. L'8 ottobre seguente fa anche il suo esordio in Serie A, nella vittoria esterna contro il Sassuolo per 2-1. Le prestazioni offerte nei mesi successivi in campionato e in Champions League gli valgono il posto da titolare a scapito di Samir Handanovič. Il 18 gennaio 2023 vince il suo primo trofeo con l'Inter, la Supercoppa italiana, battendo il Milan per 3-0.
Nel corso della stagione diventa il primo portiere della storia dell'Inter a mantenere la porta inviolata per almeno otto partite in un'edizione di Champions League, contribuendo al raggiungimento della finale da parte dei nerazzurri. Il 24 maggio, pur non scendendo in campo, vince la sua prima Coppa Italia, grazie alla vittoria per 2-1 in finale contro la Fiorentina. Il 10 giugno gioca da titolare nella finale di Champions League, persa per 1-0 contro il Manchester City. Chiude la stagione con 41 presenze tra tutte le competizioni.

#### Manchester Utd
Il 20 luglio 2023 viene acquistato dal Manchester Utd per 52,5 milioni di euro più 5 milioni di bonus; con gli inglesi sottoscrive un contratto quinquennale, con opzione per un'ulteriore annata.
Il primo anno nella sponda di Manchester si rivela negativo per Onana, il quale incapace di offrire prestazioni convincenti con errori pesanti, che porteranno lo United ad essere eliminato dalla Champions già ai gironi. Vince la FA Cup, nella semifinale pareggia per 3-3 contro il Coventry City per poi prevalere con il risultato di 4-2 ai calci di rigore, Onana para il tiro dal dischetto di Callum O'Hare contribuendo alla vittoria, nella finale contro il Manchester City Onana è protagonista di una papera che tuttavia non pregiudica la partita vinta per 2-1.
L'anno seguente le cose migliorano notevolmente con Onana che si rende protagonista di grandi prestazioni, sebbene lo United vaghi nelle zone basse della classifica.

### Nazionale
Esordisce in nazionale maggiore il 6 settembre 2016, nell'amichevole contro il Gabon.
Nel 2017 partecipa alla Confederations Cup in Russia, che vede il Camerun eliminato nella fase a gironi.
Diventato nel frattempo il titolare dei Leoni Indomabili, nel 2019 viene convocato per la Coppa d'Africa in Egitto. Onana gioca tre partite nella fase a gironi e l'ottavo di finale perso dal Camerun per 3-2 contro la Nigeria.
Due anni dopo partecipa nuovamente alla Coppa d'Africa, questa volta ospitata proprio dal Camerun. Onana disputa tutte le partite della competizione da titolare, con i Leoni Indomabili che escono in seminale per mano dell'Egitto (che si impone per 3-1 ai tiri di rigore dopo lo 0-0 dei tempi supplementari) e ottengono la medaglia di bronzo classificandosi terzi superando il Burkina Faso, battuto per 5-3 ai tiri di rigore dopo il 3-3 dei tempi supplementari, Onana ha dato il proprio contributo parando il tiro dagli undici metri di Ibrahim Blati Touré.
Nel novembre del 2022, viene incluso dal CT Rigobert Song nella rosa camerunense partecipante ai Mondiali di calcio in Qatar. Qui, gioca la prima sfida della fase a gironi, persa 1-0 contro la Svizzera; tuttavia, a seguito di divergenze tecniche con lo stesso CT, viene messo fuori rosa, venendo quindi sostituito da Devis Epassy nelle due restanti gare del gruppo. Quindi, il 23 dicembre seguente, annuncia il proprio addio alla nazionale camerunese con un post su Twitter.
Tuttavia, il 29 agosto 2023, Onana ritorna in nazionale a otto mesi dal suo ritiro, rispondendo a una convocazione in vista di una sfida delle qualificazioni alla Coppa d'Africa 2023 contro il Burundi; pochi giorni dopo, il portiere conferma la sua decisione pubblicamente.
Nel 2024, durante la Coppa d'Africa, a seguito di scontri avuti con l'allenatore Song e con il presidente della Federazione camerunese Eto'o, viene convocato ma rimane in panchina disputando solo una partita (persa 3-1 contro il Senegal anche a causa di una prestazione negativa di Onana).

## Statistiche

### Presenze e reti nei club
Statistiche aggiornate al 16 maggio 2025.
| Stagione              | Squadra               | Campionato            | Campionato | Campionato | Coppe nazionali | Coppe nazionali | Coppe nazionali | Coppe continentali | Coppe continentali | Coppe continentali | Altre coppe | Altre coppe | Altre coppe | Totale | Totale |
| Stagione              | Squadra               | Comp                  | Pres       | Reti       | Comp            | Pres            | Reti            | Comp               | Pres               | Reti               | Comp        | Pres        | Reti        | Pres   | Reti   |
| --------------------- | --------------------- | --------------------- | ---------- | ---------- | --------------- | --------------- | --------------- | ------------------ | ------------------ | ------------------ | ----------- | ----------- | ----------- | ------ | ------ |
| 2014-2015             | Jong Ajax             | 1D                    | 13         | -23        | -               | -               | -               | -                  | -                  | -                  | -           | -           | -           | 13     | -23    |
| 2015-2016             | Jong Ajax             | 1D                    | 24         | -41        | -               | -               | -               | -                  | -                  | -                  | -           | -           | -           | 24     | -41    |
| 2016-2017             | Jong Ajax             | 1D                    | 2          | -2         | -               | -               | -               | -                  | -                  | -                  | -           | -           | -           | 2      | -2     |
| Totale Jong Ajax      | Totale Jong Ajax      | Totale Jong Ajax      | 39         | -66        |                 | -               | -               | -                  | -                  | -                  | -           | -           | -           | 39     | -66    |
| 2016-2017             | Ajax                  | ED                    | 32         | -19        | CO              | 0               | 0               | UCL+UEL            | 0+14               | -16                | -           | -           | -           | 46     | -35    |
| 2017-2018             | Ajax                  | ED                    | 33         | -32        | CO              | 1               | -1              | UCL+UEL            | 2+2                | -3 + -4            | -           | -           | -           | 38     | -40    |
| 2018-2019             | Ajax                  | ED                    | 33         | -28        | CO              | 4               | -1              | UCL                | 18                 | -17                | -           | -           | -           | 55     | -46    |
| 2019-2020             | Ajax                  | ED                    | 24         | -21        | CO              | 3               | -5              | UCL+UEL            | 10+1               | -10 + -1           | SO          | 1           | 0           | 39     | -37    |
| 2020-2021             | Ajax                  | ED                    | 20         | -15        | CO              | 0               | 0               | UCL+UEL            | 6+0                | -7                 | -           | -           | -           | 26     | -22    |
| 2021-2022             | Ajax                  | ED                    | 6          | -10        | CO              | 2               | 0               | UCL                | 2                  | -2                 | SO          | 0           | 0           | 10     | -12    |
| Totale Ajax           | Totale Ajax           | Totale Ajax           | 148        | -125       |                 | 10              | -7              |                    | 55                 | -60                |             | 1           | 0           | 214    | -192   |
| 2022-2023             | Inter                 | A                     | 24         | -24        | CI              | 3               | -1              | UCL                | 13                 | -11                | SI          | 1           | 0           | 41     | -36    |
| 2023-2024             | Manchester Utd        | PL                    | 38         | -58        | FACup+CdL       | 5+2             | -7 + -3         | UCL                | 6                  | -15                | -           | -           | -           | 51     | -83    |
| 2024-2025             | Manchester Utd        | PL                    | 34         | -44        | FACup+CdL       | 2+0             | -2+0            | UEL                | 12                 | -17                | CS          | 1           | -1          | 49     | -64    |
| Totale Manchester Utd | Totale Manchester Utd | Totale Manchester Utd | 72         | -102       |                 | 9               | -12             |                    | 18                 | -32                |             | 1           | -1          | 100    | -147   |
| Totale carriera       | Totale carriera       | Totale carriera       | 283        | -317       |                 | 22              | -20             |                    | 84                 | -102               |             | 3           | -1          | 392    | -440   |

### Cronologia presenze e reti in nazionale
| Cronologia completa delle presenze e delle reti in nazionale ― Camerun | Cronologia completa delle presenze e delle reti in nazionale ― Camerun | Cronologia completa delle presenze e delle reti in nazionale ― Camerun | Cronologia completa delle presenze e delle reti in nazionale ― Camerun | Cronologia completa delle presenze e delle reti in nazionale ― Camerun | Cronologia completa delle presenze e delle reti in nazionale ― Camerun | Cronologia completa delle presenze e delle reti in nazionale ― Camerun | Cronologia completa delle presenze e delle reti in nazionale ― Camerun |
| Data                                                                   | Città                                                                  | In casa                                                                | Risultato                                                              | Ospiti                                                                 | Competizione                                                           | Reti                                                                   | Note                                                                   |
| ---------------------------------------------------------------------- | ---------------------------------------------------------------------- | ---------------------------------------------------------------------- | ---------------------------------------------------------------------- | ---------------------------------------------------------------------- | ---------------------------------------------------------------------- | ---------------------------------------------------------------------- | ---------------------------------------------------------------------- |
| 6-9-2016                                                               | Limbé                                                                  | Camerun                                                                | 2 – 1                                                                  | Gabon                                                                  | Amichevole                                                             | -1                                                                     | 73’                                                                    |
| 13-6-2017                                                              | Getafe                                                                 | Camerun                                                                | 0 – 4                                                                  | Colombia                                                               | Amichevole                                                             | -4                                                                     |                                                                        |
| 25-3-2018                                                              | Madinat al-Kuwait                                                      | Kuwait                                                                 | 1 – 3                                                                  | Camerun                                                                | Amichevole                                                             | -                                                                      | 31’                                                                    |
| 27-5-2018                                                              | Yaoundé                                                                | Camerun                                                                | 0 – 1                                                                  | Burkina Faso                                                           | Amichevole                                                             | -1                                                                     |                                                                        |
| 8-9-2018                                                               | Mitsamiouli                                                            | Comore                                                                 | 1 – 1                                                                  | Camerun                                                                | Qual. Coppa d'Africa 2019                                              | -1                                                                     |                                                                        |
| 12-10-2018                                                             | Yaoundé                                                                | Camerun                                                                | 1 – 0                                                                  | Malawi                                                                 | Qual. Coppa d'Africa 2019                                              | -                                                                      | 90’                                                                    |
| 16-11-2018                                                             | Casablanca                                                             | Marocco                                                                | 2 – 0                                                                  | Camerun                                                                | Qual. Coppa d'Africa 2019                                              | -2                                                                     |                                                                        |
| 20-11-2018                                                             | Milton Keynes                                                          | Brasile                                                                | 1 – 0                                                                  | Camerun                                                                | Amichevole                                                             | -1                                                                     | 46’                                                                    |
| 23-3-2019                                                              | Yaoundé                                                                | Camerun                                                                | 3 – 0                                                                  | Comore                                                                 | Qual. Coppa d'Africa 2019                                              | -                                                                      |                                                                        |
| 14-6-2019                                                              | Al Wakrah                                                              | Camerun                                                                | 1 – 1                                                                  | Mali                                                                   | Amichevole                                                             | -1                                                                     |                                                                        |
| 25-6-2019                                                              | Ismailia                                                               | Camerun                                                                | 2 – 0                                                                  | Guinea-Bissau                                                          | Coppa d'Africa 2019 - 1º turno                                         | -                                                                      |                                                                        |
| 29-6-2019                                                              | Ismailia                                                               | Camerun                                                                | 0 – 0                                                                  | Ghana                                                                  | Coppa d'Africa 2019 - 1º turno                                         | -                                                                      |                                                                        |
| 2-7-2019                                                               | Ismailia                                                               | Benin                                                                  | 0 – 0                                                                  | Camerun                                                                | Coppa d'Africa 2019 - 1º turno                                         | -                                                                      |                                                                        |
| 6-7-2019                                                               | Alessandria d'Egitto                                                   | Nigeria                                                                | 3 – 2                                                                  | Camerun                                                                | Coppa d'Africa 2019 - Ottavi di finale                                 | -3                                                                     |                                                                        |
| 13-11-2019                                                             | Yaoundé                                                                | Camerun                                                                | 0 – 0                                                                  | Capo Verde                                                             | Qual. Coppa d'Africa 2021                                              | -                                                                      |                                                                        |
| 17-11-2019                                                             | Kigali                                                                 | Ruanda                                                                 | 0 – 1                                                                  | Camerun                                                                | Qual. Coppa d'Africa 2021                                              | -                                                                      |                                                                        |
| 12-11-2020                                                             | Douala                                                                 | Camerun                                                                | 4 – 1                                                                  | Mozambico                                                              | Qual. Coppa d'Africa 2021                                              | -1                                                                     |                                                                        |
| 16-11-2020                                                             | Maputo                                                                 | Mozambico                                                              | 0 – 2                                                                  | Camerun                                                                | Qual. Coppa d'Africa 2021                                              | -                                                                      |                                                                        |
| 13-11-2021                                                             | Soweto                                                                 | Malawi                                                                 | 0 – 4                                                                  | Camerun                                                                | Qual. Coppa d'Africa 2021                                              | -                                                                      |                                                                        |
| 16-11-2021                                                             | Yaoundé                                                                | Camerun                                                                | 1 – 0                                                                  | Costa d'Avorio                                                         | Qual. Coppa d'Africa 2021                                              | -                                                                      | 90’                                                                    |
| 9-1-2022                                                               | Yaoundé                                                                | Camerun                                                                | 2 – 1                                                                  | Burkina Faso                                                           | Coppa d'Africa 2021 - 1º turno                                         | -1                                                                     |                                                                        |
| 13-1-2022                                                              | Yaoundé                                                                | Camerun                                                                | 4 – 1                                                                  | Etiopia                                                                | Coppa d'Africa 2021 - 1º turno                                         | -1                                                                     | 88’                                                                    |
| 17-1-2022                                                              | Yaoundé                                                                | Capo Verde                                                             | 1 – 1                                                                  | Camerun                                                                | Coppa d'Africa 2021 - 1º turno                                         | -1                                                                     |                                                                        |
| 24-1-2022                                                              | Yaoundé                                                                | Camerun                                                                | 2 – 1                                                                  | Comore                                                                 | Coppa d'Africa 2021 - Ottavi di finale                                 | -1                                                                     |                                                                        |
| 29-1-2022                                                              | Douala                                                                 | Gambia                                                                 | 0 – 2                                                                  | Camerun                                                                | Coppa d'Africa 2021 - Quarti di finale                                 | -                                                                      |                                                                        |
| 3-2-2022                                                               | Yaoundé                                                                | Camerun                                                                | 0 – 0 dts (1 – 3 dtr)                                                  | Egitto                                                                 | Coppa d'Africa 2021 - Semifinale                                       | -                                                                      |                                                                        |
| 5-2-2022                                                               | Yaoundé                                                                | Burkina Faso                                                           | 3 – 3 dts (3 – 5 dtr)                                                  | Camerun                                                                | Coppa d'Africa 2021 - Finale 3º posto                                  | -3                                                                     |                                                                        |
| 25-3-2022                                                              | Douala                                                                 | Camerun                                                                | 0 – 1                                                                  | Algeria                                                                | Qual. Mondiali 2022                                                    | -1                                                                     |                                                                        |
| 29-3-2022                                                              | Blida                                                                  | Algeria                                                                | 1 – 2 dts                                                              | Camerun                                                                | Qual. Mondiali 2022                                                    | -1                                                                     |                                                                        |
| 8-6-2022                                                               | Dar es Salaam                                                          | Burundi                                                                | 0 – 1                                                                  | Camerun                                                                | Qual. Coppa d'Africa 2023                                              | -                                                                      |                                                                        |
| 23-9-2022                                                              | Goyang                                                                 | Camerun                                                                | 0 – 2                                                                  | Uzbekistan                                                             | Amichevole                                                             | -2                                                                     |                                                                        |
| 27-9-2022                                                              | Seul                                                                   | Corea del Sud                                                          | 1 – 0                                                                  | Camerun                                                                | Amichevole                                                             | -1                                                                     |                                                                        |
| 18-11-2022                                                             | Abu Dhabi                                                              | Camerun                                                                | 1 – 1                                                                  | Panama                                                                 | Amichevole                                                             | -1                                                                     |                                                                        |
| 24-11-2022                                                             | Al Wakrah                                                              | Svizzera                                                               | 1 – 0                                                                  | Camerun                                                                | Mondiali 2022 - 1º turno                                               | -1                                                                     |                                                                        |
| 12-9-2023                                                              | Garoua                                                                 | Camerun                                                                | 3 – 0                                                                  | Burundi                                                                | Qual. Coppa d'Africa 2023                                              | -                                                                      |                                                                        |
| 16-10-2023                                                             | Lens                                                                   | Senegal                                                                | 1 – 0                                                                  | Camerun                                                                | Amichevole                                                             | -1                                                                     |                                                                        |
| 17-11-2023                                                             | Douala                                                                 | Camerun                                                                | 3 – 0                                                                  | Mauritius                                                              | Qual. Mondiali 2026                                                    | -                                                                      | 81’                                                                    |
| 19-1-2024                                                              | Yamoussoukro                                                           | Senegal                                                                | 3 – 1                                                                  | Camerun                                                                | Coppa d'Africa 2023 - 1º turno                                         | -3                                                                     |                                                                        |
| 8-6-2024                                                               | Yaoundé                                                                | Camerun                                                                | 4 – 1                                                                  | Capo Verde                                                             | Qual. Mondiali 2026                                                    | -1                                                                     |                                                                        |
| 11-6-2024                                                              | Luanda                                                                 | Angola                                                                 | 1 – 1                                                                  | Camerun                                                                | Qual. Mondiali 2026                                                    | -1                                                                     |                                                                        |
| 7-9-2024                                                               | Douala                                                                 | Camerun                                                                | 1 – 0                                                                  | Namibia                                                                | Qual. Coppa d'Africa 2025                                              | -                                                                      |                                                                        |
| 10-9-2024                                                              | Kampala                                                                | Zimbabwe                                                               | 0 – 0                                                                  | Camerun                                                                | Qual. Coppa d'Africa 2025                                              | -                                                                      |                                                                        |
| 11-10-2024                                                             | Douala                                                                 | Camerun                                                                | 4 – 1                                                                  | Kenya                                                                  | Qual. Coppa d'Africa 2025                                              | -1                                                                     |                                                                        |
| 14-10-2024                                                             | Kampala                                                                | Kenya                                                                  | 0 – 1                                                                  | Camerun                                                                | Qual. Coppa d'Africa 2025                                              | -                                                                      |                                                                        |
| 13-11-2024                                                             | Johannesburg                                                           | Namibia                                                                | 0 – 0                                                                  | Camerun                                                                | Qual. Coppa d'Africa 2025                                              | -                                                                      |                                                                        |
| 19-11-2024                                                             | Yaoundé                                                                | Camerun                                                                | 2 – 1                                                                  | Zimbabwe                                                               | Qual. Coppa d'Africa 2025                                              | -1                                                                     |                                                                        |
| 19-3-2025                                                              | Nelspruit                                                              | eSwatini                                                               | 0 – 0                                                                  | Camerun                                                                | Qual. Mondiali 2026                                                    | -                                                                      |                                                                        |
| 25-3-2025                                                              | Douala                                                                 | Camerun                                                                | 3 – 1                                                                  | Libia                                                                  | Qual. Mondiali 2026                                                    | -1                                                                     |                                                                        |
| Totale                                                                 |                                                                        | Presenze                                                               | 48                                                                     |                                                                        | Reti                                                                   | -38                                                                    |                                                                        |

## Palmarès

### Club
- Campionato olandese: 3

Ajax: 2018-2019, 2020-2021, 2021-2022
- Coppa dei Paesi Bassi: 2

Ajax: 2018-2019, 2020-2021
- Supercoppa dei Paesi Bassi: 1

Ajax: 2019
- Supercoppa italiana: 1

Inter: 2022
- Coppa Italia: 1

Inter: 2022-2023
- Coppa d'Inghilterra: 1

Manchester United: 2023-2024

### Individuale
- Miglior portiere africano: 1

2018
- Miglior giocatore camerunese: 1

2018
- Squadra dell'anno dell'Eredivisie: 1

2018-2019